# Wölsendorfita
La wölsendorfita és un mineral de la classe dels òxids. Va ser anomenada en honor de l'indret on va ser descoberta: el districte miner de fluorita Wölsendorf (Alt Palatinat, Baviera, Alemanya).

## Característiques
La wölsendorfita és un òxid de fórmula química (Pb,Ca)U₂O₇·2H₂O. Cristal·litza en el sistema ortoròmbic en forma d'esferul·lites i incrustacions cristal·lines. La seva duresa a l'escala de Mohs és 5.
Segons la classificació de Nickel-Strunz la wölsendorfita pertany a «04.GB - Uranils hidròxids, amb cations addicionals (K, Ca, Ba, Pb, etc.); principalment amb poliedres pentagonals UO₂(O,OH)₅» juntament amb els següents minerals: agrinierita, compreignacita, rameauita, becquerelita, bil·lietita, protasita, richetita, bauranoïta, calciouranoïta, metacalciouranoïta, fourmarierita, masuyita, metavandendriesscheïta, vandendriesscheïta, vandenbrandeïta, sayrita, curita, iriginita, uranosferita i holfertita.

## Formació i jaciments
La wölsendorfita és un producte d'alteració rar de la uraninita que apareix a les zones d'òxid de dipòsits minerals d'urani. A més de l'indret on va ser decosberta; també ha estat descrita a altres indrets d'Alemanya, Austràlia, el Brasil, el Canadà, Dinamarca, els Estats Units, França, Gabon, Itàlia, Noruega, el Regne Unit, la República Democràtica del Congo, la República Txeca, Rússia, Suècia i Suïssa.
Sol trobar-se associada a altres minerals com: uraninita, rutherfordina, becquerelita, masuyita, kasolita i metastudtita.